# 企业信息化
企业信息化是指企业组织的运营、管理、生产等各个方面广泛应用信息化的过程。其目标是通过信息技术及其相关管理方法，提升企业的管理效率与核心竞争力。企业信息化通常被视为一个系统工程，涉及目标、方法、过程和工具四个方面。

## 发展背景
在工业化向信息化过渡的过程中，企业在产品、价格、品种、服务、市场及信誉等方面的竞争日益依赖信息技术。信息化已成为企业竞争力的重要组成部分。

## 主要内容
企业信息化涉及以下方面：
1. 理论基础：如信息论。
2. 方法论：包括统一过程（UP）模型、敏捷软件开发等软件开发方法。
3. 工程实践：如项目管理、流程建模、需求分析和配置管理。
4. 管理与应用：基于信息技术的管理方法、虚拟制造、自动化控制等数字技术。
5. 战略与治理：包括企业信息化战略、信息化规划以及信息技术治理结构。